# Абдул Меджид II
Вижте пояснителната страница за други личности с името Абдул Меджид.
Абдул Меджид II е последният османски халиф, от 19 ноември 1922 до 3 март 1924 г., 29-ия поред, единственият в османската история от 1517 г., който не е едновременно султан и халиф. Никога не е имал реална политическа власт, като правителството в Анкара му отпуска месечна издръжка от 20 000 турски лири, с годишна равностойност от 30 000 британски лири. Детрониран е от Мустафа Кемал (Ататюрк) на 3 март 1924 г., след като на същия ден халифатът официално е премахнат, като преди това, през 1922 година е премахнат и султанатът, и поради тази причина Абдул Меджид не получава титлата султан. На 5 март 1924 г. Абдул Меджид и членовете на неговото семейство получават по 1 000 турски лири и напускат Истанбул по море и по суша, като се насочват към Румъния, Франция, Италия, Швейцария, Египет и Сирия.  След този момент Република Турция започва пълноценно да изпълнява ролята си на конституционна, светска република и фактически наследник на вече несъществуващата Османска империя. 
Абдул Меджид II умира през август 1944 г. във френската столица Париж.